# Johan Heye
 Ikke at forveksle med Jean de la Haye.
Johan Heye til Bostel (1639-1678) var en dansk officer.
Han var generaladjudant og udmærkede sig ved den ulykkelige affære på Rügen 8. januar 1678. Han adledes samme år den 17. april med følgende våben: Guld felt, deri en oprejst rød løve, på hjelmen frem vekselvis gule og røde strudsefjer.
Johan Heye blev dræbt i en duel med Hannibal Poulsen, som måtte flygte fra Danmark for først at vende tilbage 1683 (den senere Hannibal von Løwenschild).
Han blev gift 1667 med Anne Vind, der som enke anlagde sag mod Hannibal Poulsen ved Københavns Rådstueret. Hun tabte imidlertid sagen, fordi vidner fremhævede Heye som den aggressive part i duellen, som Hannibal Poulsen kun nødtvungent var gået ind i. Heye er begravet i Hjembæk Kirke.